# Граний Лициниан
Граний Лициниан (на латински: Granius Licinianus) е римски историк и антиквар от средата на 2 век по времето на император Адриан.
От историческото му произведение „Римска История“ са запазени само няколко фрагменти. През 1853 г. в Британския музей в Лондон са открити фрагменти от неговата „Римска История“, писани на дванадесет палимпсест-листове, които днес се намират в Британската библиотека.
Той е автор и на Cenae suae (My Dinner Parties), разговори на маса.

## Издания
- Karl August Friedrich Pertz, Gai Grani Liciniani Annalium quae supersunt ex codice ter scripto Musei Britannici Londinensis. Reimer, Berlin 1857.
- Michael Flemisch, Grani Liciniani quae supersunt. Teubner, Leipzig 1904; Teubner, Stuttgart 1967.
- Nicola Criniti, Grani Liciniani reliquiae. Teubner, Leipzig 1981.
- Barbara Scardigli, Anna R. Berardi, Grani Liciniani reliquiae. Le Monnier, Florenz 1983, ISBN 88-00-85253-X.